# Owen Nickie
Owen Nickie – trener piłkarski z Sint Maarten.

## Kariera trenerska
W 2004 roku prowadził narodową reprezentację Saint-Martin. Obecnie pracuje na stanowisku Prezesa Związku Piłkarskiego Sint Maarten.